# Rotaxano

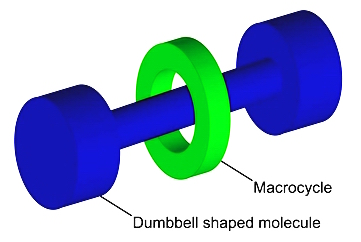
Representação esquemática de um rotaxano, composto de um macrociclo atravessado por uma molécula tipo haltere.

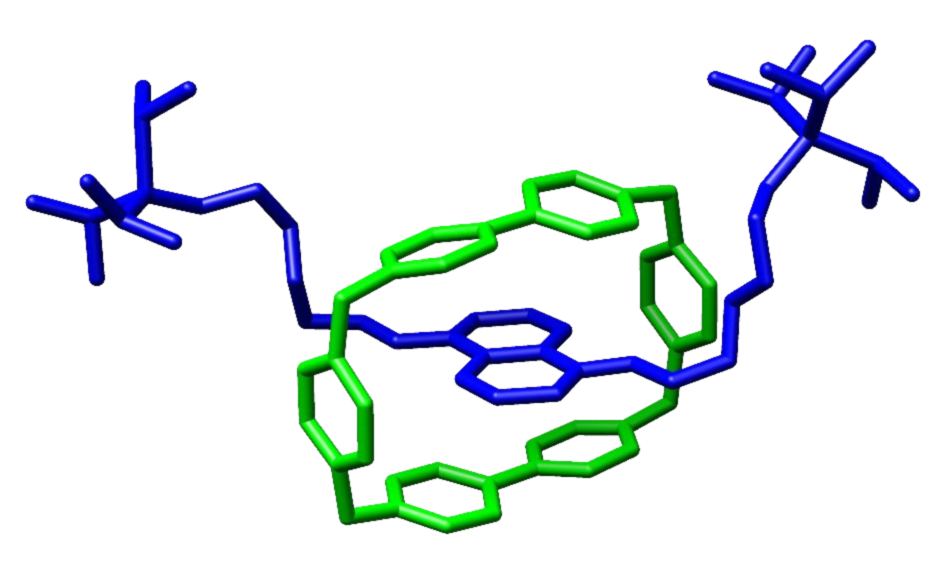
Estrutura cristalina de um rotaxano

O rotaxano é uma estrutura molecular que é composta por uma molécula de forma semelhante a um haltere que é interligada (transpassada) por uma outra molécula na forma de uma roda (o macrociclo). O nome rotaxano deriva do latim para roda e eixo e a molécula em forma de roda fica presa ao haltere por ligações não covalentes, ela fica presa cineticamente ao haltere por não ter tamanho o suficiente para passar entre as pontas do haltere. Os rotaxanos ganharam o interesse dos químicos quando temas como motores moleculares começaram a surgir.

## Síntese

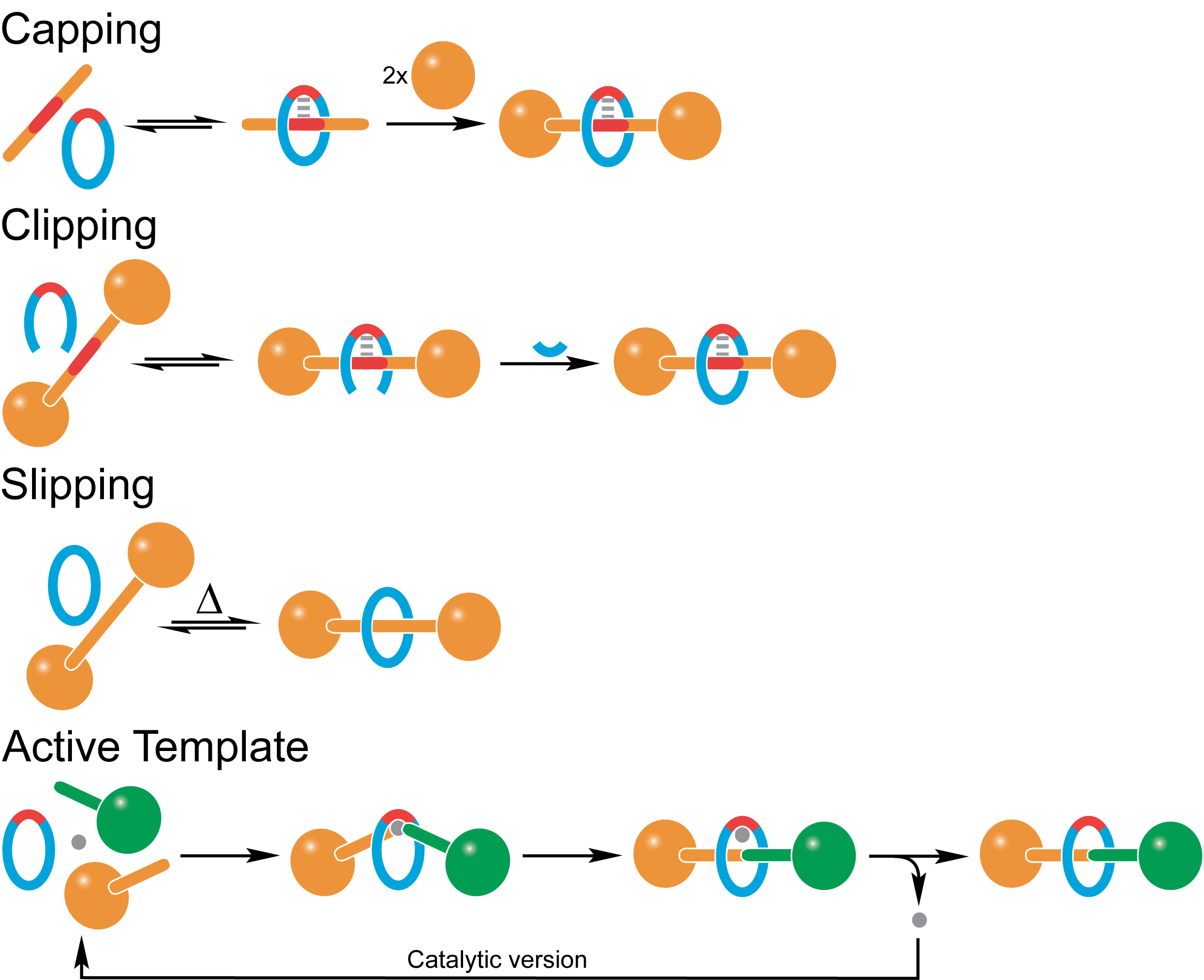
A síntese de um rotaxano pode ser realizada pelo mecanismo de tapamento, recorte, escorregamento ou modelo ativo

A primeira síntese de um rotaxano é datada de 1967 e se baseava na probabilidade das duas partes do haltere reagirem se ligando através do anel do macrociclo. Hoje há métodos mais eficazes que fazem uso das forças intermoleculares e que possuem um rendimento bem maior. Atualmente as principais estratégias para a síntese de rotaxano são: tapamento, recorte e escorregamento. Recentemente, foi desenvolvido um novo método que usa a química de coordenação dos metais de transição para catalisar a reação do macrociclo.

### Tapamento
No tapamento o “fio” do molde é mantido dentro da roda por interações intermoleculares e depois as pontas do haltere reagem com o fio e assim a roda fica presa entre elas.

### Recorte
Na estratégia de recorte o haltere já está completo e a roda tem uma parte “cortada”, entra no fio do haltere e depois a parte cortada reage novamente com a roda fechando ela dentro do fio do haltere.

### Escorregamento
O método por escorregamento envolve a estabilidade térmica do composto. Em altas temperaturas a roda (macrociclo) pode passar pelas pontas do haltere e depois ao abaixar a temperatura o macrociclo não consegue mais passar pelas pontas do haltere e fica presa.

## Modelo ativo
Recentemente começaram a explorar uma estratégia na qual íons modelos também poderiam desempenhar um papel ativo na promoção da ligação covalente final formando a reação que captura a estrutura interligada (ou seja, o metal tem uma dupla função, agindo como um modelo para entrelaçar os precursores e catalisa a formação de ligações covalentes entre os reagentes).

## Motores moleculares
Uma das maiores aplicações dos rotaxano é o seu uso como motores moleculares em áreas como eletrônica molecular. O macrociclo pode girar em torno do eixo do fio do haltere como uma roda gira ao redor do eixo. O rotaxano pode ser controlado de modo eletrônico, por exemplo, por fotoquímica e servir como um interruptor molecular, outra aplicação é fazer estas estruturas apertar e afrouxar dependendo de fatores como pH, fazendo uma estrutura semelhante a um músculo molecular.